# Detlev Kommer
Detlev Kommer (* 1947 in Mannheim; † 24. Juli 2005 in Berlin) war ein deutscher Psychotherapeut und Gründungspräsident der Bundespsychotherapeutenkammer.

## Werdegang
Detlev Kommer besuchte das Karl-Friedrich-Gymnasium in Mannheim und legte dort 1966 das Abitur ab. Im Anschluss nahm Kommer das Studium der Psychologie an der Ruprecht-Karls-Universität Heidelberg auf, das er als Diplom-Psychologe abschloss. Während seiner darauffolgenden, langjährigen klinischen und wissenschaftlichen Tätigkeit an der Universität Heidelberg publizierte er zahlreiche Artikel zur klinischen Psychologie, aber auch zu berufspolitischen und rechtlichen Themen wie der Psychiatriereform oder den Perskpektiven des noch nicht eigenständigen Berufsstandes der Psychotherapeuten. Er erarbeitete sich so einen Ruf als Kenner sowohl fachlicher als auch juristischer Belange rund um das Feld der Psychotherapie.
Im Rahmen der Neuausrichtung der Heilberufe-Kammergesetze der Länder und des 1999 in Kraft getretenen und durch ihn mitgestalteten Psychotherapeutengesetzes initiierte Kommer Ende der 1990er Jahre die Gründung der gesetzlich vorgesehenen Psychotherapeutenkammern. Im Herbst 2001 wurde er zum ersten Präsidenten der neu gegründeten Landespsychotherapeutenkammer Baden-Württemberg gewählt. Innerhalb der Arbeitsgemeinschaft der Länderkammern trieb er daraufhin die Gründung einer Bundespsychotherapeutenkammer voran, die letztlich im Mai 2003 gegründet wurde und für deren Vorsitz er kandidierte und trotz seiner streitbaren Positionen mit großer Mehrheit gewählt wurde. Beiden Kammern gehörte er bis zu seinem Tod als Präsident an.

## Positionien
Kommer galt als entschiedener Vertreter der verhaltenstherapeutischen Schule und einer evidenzbasierten Psychotherapie. Er äußerte sich auch in seiner Funktion als Kammerpräsident kritisch gegenüber der tiefenpsychologisch fundierten Psychotherapie und vor allem der Psychoanalyse, was häufig von Kammermitgliedern und Anhängern unterschiedlicher Schulen kritisiert wurde. Gleichzeitig versuchte er, sich für die Überwindung der Grenzen zwischen den einzelnen Therapieverfahren einzusetzen und die gemeinsamen Interessen der Psychotherapeutenschaft sowohl nach innen als auch nach außen hin in den Vordergrund zu rücken. Damit trug er maßgeblich dazu bei, die Profession als eigenständigen akademischen Heilberuf zu etablieren und sich in Politik und Öffentlichkeit Gehör zu verschaffen. Er machte auch immer wieder deutlich, dass psychotherapeutische Kompetenzen ebenso sinnvoll bei der Behandlung von Personen mit somatischen Erkrankungen eingesetzt werden können und dass im Bereich der Prävention psychischer und somatischer Krankheiten fundierte psychotherapeutische Kenntnisse und Maßnahmen nutzbar sind.

## Tod
Detlev Kommer starb am 24. Juli 2005 unerwartet an einer Infektion infolge eines Herzinfarktes. Er war verheiratet und hinterließ drei Kinder.